# Flugzeugträger U.S.S. Georgetown
Flugzeugträger U.S.S. Georgetown (Originaltitel: Supercarrier) ist eine US-amerikanische Actionserie, die 1988 von Fries Entertainment für den US-Sender ABC produziert wurde. Sie basiert auf dem gleichnamigen Buch von George C. Wilson.

## Handlung
Die Serie spielt auf dem Flugzeugträger U.S.S. Georgetown. Sie hat keinen durchgehenden Handlungsstrang und basiert mit Ausnahme der zweigeteilten Pilotfolge nicht auf der vorhergehenden. In der Pilotfolge wird Lt. Jack „Sierra“ DePalma auf die Georgetown versetzt. Die Besatzung reagiert zunächst misstrauisch auf den vermeintlichen Konkurrenten. Als Di Palma jedoch nach einem Absturz hilflos im Pazifik treibt und nicht zu orten ist, werden diese Gedanken beiseitegeschoben; nach seiner Rettung wird er ein vollwertiges Mitglied der Mannschaft. Weitere Folgen beschäftigen sich mit Manövern und Abenteuern der Mannschaft bei Landgängen.

## Hintergrund
Die Serie wurde zunächst stark von der United States Navy unterstützt, die ähnlich wie beim Spielfilm Top Gun von der Werbung profitierte. Gedreht wurde auf dem von der Navy zur Verfügung gestellten Flugzeugträger Kennedy. Auch Flugzeuge wurden gestellt. Als den Verantwortlichen der Navy jedoch Drehbücher vorgelegt wurden, die sich mit Drogen und Sex beschäftigten, entzog sie den Produzenten die Unterstützung.
Die Erstausstrahlung begann im Jahr März 1988 auf ABC und wurde nach acht ausgestrahlten Episoden am 1. Mai 1988 beendet. In Deutschland wurden zwischen dem 25. Oktober und dem 20. Dezember 1989 auf RTL Plus neun Folgen ausgestrahlt, da der Pilotfilm zweigeteilt aufgeführt wurde. Die einstündigen Folgen liefen mittwochs um 19.15 Uhr.

## Episodenliste
| Episode | Originaltitel       | Deutscher Titel                 | Erstausstrahlung (ABC) | Erstausstrahlung (RTL Plus) |
| ------- | ------------------- | ------------------------------- | ---------------------- | --------------------------- |
| 1       | Deadly Enemies (1)  | Verschollen im Pazifik – Teil 1 | 6. März 1988           | 25. Oktober 1989            |
| 2       | Deadly Enemies (2)  | Verschollen im Pazifik – Teil 2 | 6. März 1988           | 1. November 1989            |
| 3       | All in the Game     | Operation Wargame               | 13. März 1988          | 8. November 1989            |
| 4       | Common Ground       | Das K.O.-Komplott               | 20. März 1988          | 15. November 1989           |
| 5       | Ring of Fire        | Das Gipfeltreffen               | 27. März 1988          | 22. November 1989           |
| 6       | Rest and Revolution | Blutige Fiesta                  | 10. April 1988         | 29. November 1989           |
| 7       | Give Me Liberty     | Landgang in der Luft            | 17. April 1988         | 6. Dezember 1989            |
| 8       | Exodus              | Exodus                          | 24. April 1988         | 13. Dezember 1989           |
| 9       | Vector              | Schleichendes Gift              | 1. Mai 1988            | 20. Dezember 1989           |

## Veröffentlichung
Die ersten 4 Folgen wurden in den 1990er Jahren auf zwei VHS-Kassetten veröffentlicht, waren jedoch jeweils als Film zusammengeschnitten. Eine Veröffentlichung auf DVD ist nicht geplant.